# Wilford Brimley
Wilford Brimley est un acteur américain né le 27 septembre 1934 à Salt Lake City, dans l'Utah (États-Unis) et mort le 1er août 2020 à Saint George, dans l'Utah (États-Unis), à l'âge de 85 ans.
L'acteur souffrait de nombreux problèmes de santé et devait subir une dialyse.
Il joue principalement des seconds rôles et ne connaît une certaine notoriété que très tardivement (dans les années 1980).
Il est célèbre pour sa grosse moustache blanche et pour avoir tourné une publicité préventive contre le diabète qui lui a valu le surnom de « Diabeetus » (en raison de la manière dont il prononçait le nom de cette maladie) puis devenu un mème dans les années 2000 et ayant fait référence dans un épisode des Griffin. 

## Biographie
Anthony Wilford Brimley naît à Salt Lake City, Utah, le 27 septembre 1934. Son père était un courtier immobilier. Avant sa carrière d'acteur, il abandonne ses études secondaires pour rejoindre le Corps des Marines des États-Unis, servant dans les îles Aléoutiennes pendant trois ans. Il travaille également comme garde du corps pour l'homme d'affaires Howard Hughes, ainsi que comme ouvrier de ranch, comme wrangler et comme forgeron. Il commence ensuite à ferrer des chevaux pour le cinéma et la télévision. À la demande de son ami proche et collègue acteur Robert Duvall, il commence à jouer dans les années 1960 en tant que cavalier supplémentaire et cascadeur dans les westerns.
Wilford Brimley meurt chez lui d'une maladie rénale le 1er août 2020 à Saint George, dans l'Utah, à l'âge de 85 ans.

## Filmographie
- 1969 : Cent Dollars pour un shérif (True Grit) de Henry Hathaway
- 1971 : L'Homme de la loi (Lawman) de Michael Winner : Marc Corman
- 1976 : The Oregon Trail (en) (TV) : Ludlow
- 1979 : Le Syndrome chinois (The China Syndrome) de James Bridges : Ted Spindler
- 1979 : Le Retour des Mystères de l'Ouest (The Wild Wild West Revisited) (TV) de Burt Kennedy : président Grover Cleveland
- 1979 : Le Cavalier électrique (The Electric Horseman) de Sydney Pollack : le fermier
- 1980 : Amber Waves (TV) de Joseph Sargent : Pete Alberts
- 1980 : Brubaker de Stuart Rosenberg : Rogers
- 1980 : Roughnecks (TV) de Bernard McEveety : Willie
- 1980 : Rodeo Girl (TV) de Jackie Cooper : Bingo Gibbs
- 1980 : Chicanos, chasseur de têtes (Borderline) de Jerrold Freedman : Scooter Jackson
- 1981 : The Big Black Pill (TV) de Reza Badiyi : Wally
- 1981 : Absence de malice (Absence of Malice) de Sydney Pollack : James A. Wells, l'assistant du procureur général adjoint des États-Unis (en)
- 1981 : La Vallée de la mort (Death Valley) de Dick Richards : le shérif Perry
- 1982 : The Thing de John Carpenter : Dr Blair
- 1983 : Tendre Bonheur (Tender Mercies) de Bruce Beresford : Harry
- 1983 : Le Justicier de minuit (10 to Midnight) de J. Lee Thompson : capitaine Malone
- 1983 : Les Aventuriers du bout du monde (High Road to China) de Brian G. Hutton : Bradley Tozer
- 1983 : La Force de vaincre (Tough Enough) de Richard Fleischer : Bill Long
- 1984 : L'Affrontement (Harry & Son) de Paul Newman : Tom Keach
- 1984 : L'Hôtel New Hampshire (The Hotel New Hampshire) de Tony Richardson : Iowa Bob
- 1984 : The Stone Boy de Christopher Cain : George Jansen
- 1984 : Le Meilleur (The Natural) de Barry Levinson : Pop Fisher
- 1984 : Les Moissons de la colère (Country) de Richard Pearce : Otis
- 1985 : Cocoon de Ron Howard : Benjamin Luckett
- 1985 : Meurtre dans l'espace (en) (Murder in Space) (TV) de Steven Hilliard Stern : Dr Andrew McCallister
- 1985 : Remo sans arme et dangereux (Remo Williams: The Adventure Begins) de Guy Hamilton : Harold Smith
- 1985 : La Bataille d'Endor (Ewoks: The Battle for Endor) (TV) de Ken et Jim Wheat : Noa Briqualon
- 1986 : Shadows on the Wall de Patrick Poole : Floyd Buckman
- 1986 : La Dernière cavale (TV) : Red Haines
- 1986 : Act of Vengeance (TV) de John Mackenzie : Tony Boyle
- 1986 : Our House (série télévisée) : Gus Witherspoon
- 1986 : Jackals de Gary Grillo : shérif Mitchell
- 1988 : End of the Line de Jay Russell : Will Haney
- 1988 : Cocoon, le retour (Cocoon: The Return) de Daniel Petrie : Benjamin « Ben » Luckett
- 1989 : Eternity (en) de Steven Paul (en) : King/Eric
- 1989 : Billy the Kid (TV) de William A. Graham : le gouverneur Lew Wallace
- 1991 : Blood River (TV) de Mel Damski : U.S. Marshal Winston Patrick Culler
- 1992 : Where the Red Fern Grows: Part 2 (vidéo) : Will
- 1992 : The Boys of Twilight (série télévisée) : Bill Huntoon
- 1993 : La Firme (The Firm) de Sydney Pollack : William Devasher
- 1993 : Chasse à l'homme (Hard Target) de John Woo : oncle Douvee
- 1994 : Descente au paradis : agent de sécurité
- 1995 : Mutant Species de David A. Prior : Devro
- 1995 : OP Center (TV) : amiral Troy Davis
- 1995 : The Good Old Boys (TV) de Tommy Lee Jones : C. C. Tarpley
- 1995 : Le Dernier Cheyenne (Last of the Dogmen) de Tab Murphy : narrateur
- 1996 : Président ? Vous avez dit président ? (My Fellow Americans) de Peter Segal : Joe Hollis
- 1997 : Lunker Lake de Randy Towers : le conteur
- 1997 : In and Out de Frank Oz : Frank Brackett
- 1998 : All My Friends Are Cowboys de Bob Williams : Charlie
- 1998 : Chapter Perfect de Dan Brazda : Chief Hawkins
- 1998 : L'Enfant du futur (Progeny) de Brian Yuzna : Dr David Wetherly
- 1998 : A Place to Grow : Jake
- 1998 : Malin comme un singe (Summer of the Monkeys) de Michael Anderson : Sam Ferrans
- 2000 : Comanche de Burt Kennedy : Doctor
- 2001 : Crossfire Trail (TV) de Simon Wincer : Joe Gill
- 2001 : La Ballade de Lucy Whipple (The Ballad of Lucy Whipple) (TV) de Jeremy Kagan : Ambrose Scraggs, adjoint du shérif
- 2001 : Brigham City de Richard Dutcher : Stu
- 2001 : PC and the Web de Christopher Cain
- 2002 : The Round and Round de Rod Slane : gouverneur
- 2002 : Resurrection Mary : Morty
- 2003 : The Road Home de Drew Johnson : coach Weaver
- 2009 : Où sont passés les Morgan ? de Marc Lawrence : Earl Granger